# Società italiana durante il fascismo

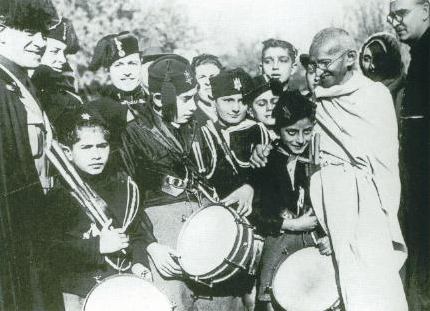
Roma, 1931. Un gruppo di ragazzi balilla ed altri fascisti adulti in divisa, attorniano Gandhi, in visita a Roma, durante il suo ritorno in India, dopo la conferenza di Londra

La società italiana durante il fascismo cominciò a essere guidata, a partire dal 3 gennaio 1925, da un regime avente tra i suoi scopi quello di mutare il modo d'essere e comportarsi degli italiani, in definitiva il loro stile di vita, per uniformarli al modello sociale ed etico dettato dell'ideologia fascista.
La propaganda del regime propugnava la conformazione a ideali quali il nazionalismo, il patriottismo, il militarismo, l'eroismo e l'esaltazione della civiltà romana.
Il fascismo volle infatti presentarsi come "terza via" alternativa a capitalismo e socialismo.
Obiettivo finale era la creazione di un nuovo tipo d'uomo, destinato, negli auspici del regime, a guidare l'Italia e Roma a nuovi fasti imperiali.

## Simboli del fascismo

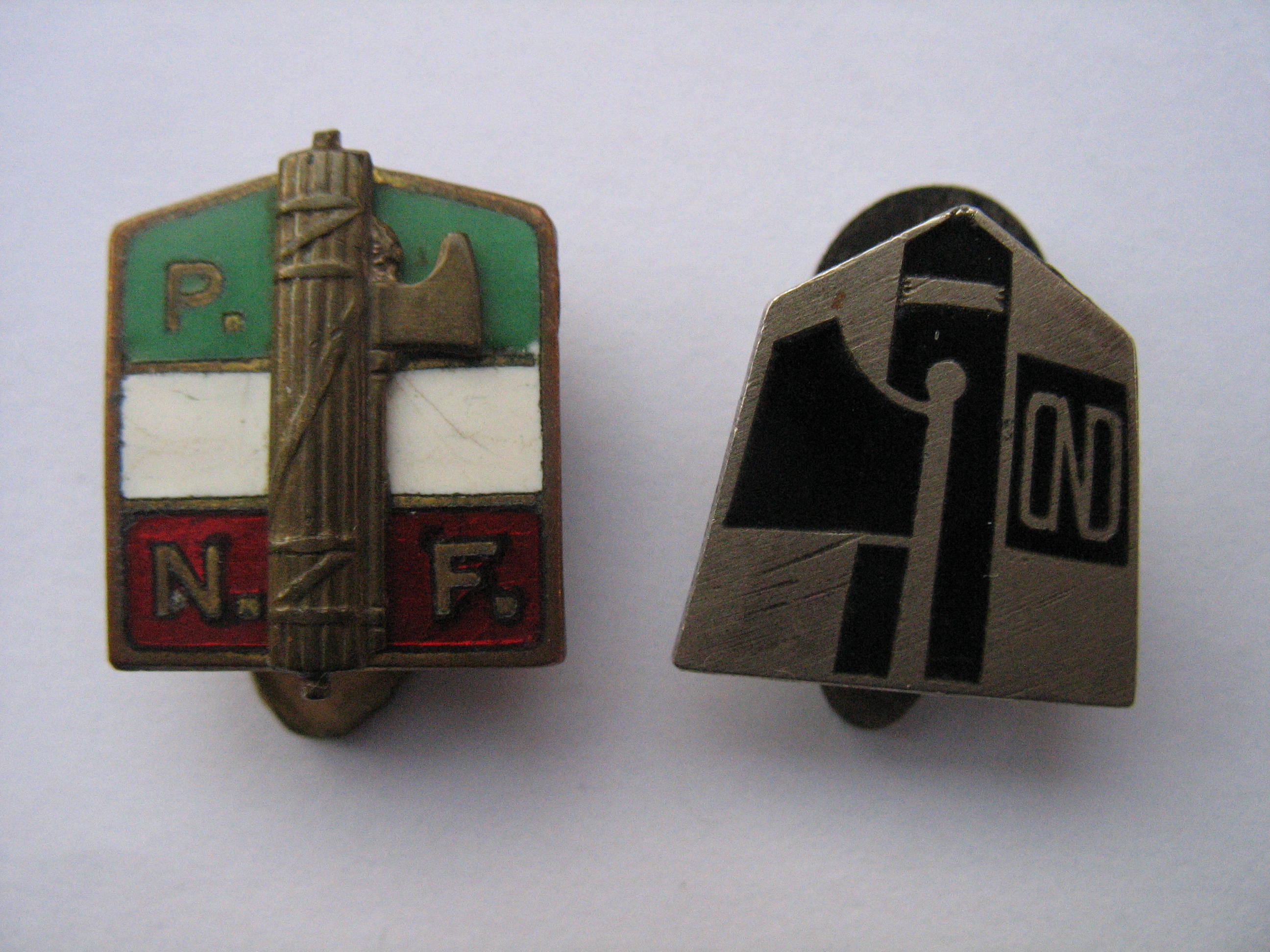
Distintivi da giacca: a sinistra quello del Partito Nazionale Fascista. A destra quello dell'Opera Nazionale Dopolavoro

Agli italiani veniva insegnato a riconoscersi in simboli come il fascio littorio, portato dagli uomini come distintivo a spilla sul bavero sinistro della giacca, e la camicia nera, indumento della divisa della milizia volontaria per la sicurezza nazionale e più in generale indossato da coloro che apertamente desideravano mostrare la loro adesione al fascismo.
In un'ottica patriottica e tradizionalista, si esaltava il tricolore italiano (viene introdotto il reato di vilipendio alla bandiera), la figura del re (che incarna l'unità della patria) e del duce (presentato come salvatore della patria) e la religione cattolica, quest'ultima non tanto intesa nei suoi principi etici e morali ma piuttosto esaltata come un simbolo politico della romanità e come strumento di coesione nazionale (a seguito dei Patti Lateranensi diventa nel 1929 la religione di Stato), si diffondono inoltre numerosi motti e inni a carattere nazionalista.
Tra gli inni più diffusi vi furono Giovinezza, divenuto l'inno del Partito Nazionale Fascista, Fratelli d'Italia, poi assunto a inno nazionale con l'attuale Repubblica Italiana e "l'Inno a Roma" di Puccini, tuttavia alle manifestazioni ufficiali veniva sempre eseguita anche la Marcia reale.
Viene anche modificata la datazione: pur conservando il calendario gregoriano, vengono indicati in maniera diversa gli anni tramite una doppia numerazione, in cifre arabe l'anno secondo l'Era cristiana e in cifre romane quello secondo l'era fascista, conteggiato a partire dal giorno successivo alla Marcia su Roma.
Il fascismo tentò inoltre, ma senza successo, di abolire l'uso della stretta di mano, considerata anti-igienica, da sostituire con il saluto romano obbligatorio nelle circostanze ufficiali e nelle parate dove le truppe devono marciare al passo romano.

## Modello maschile fascista

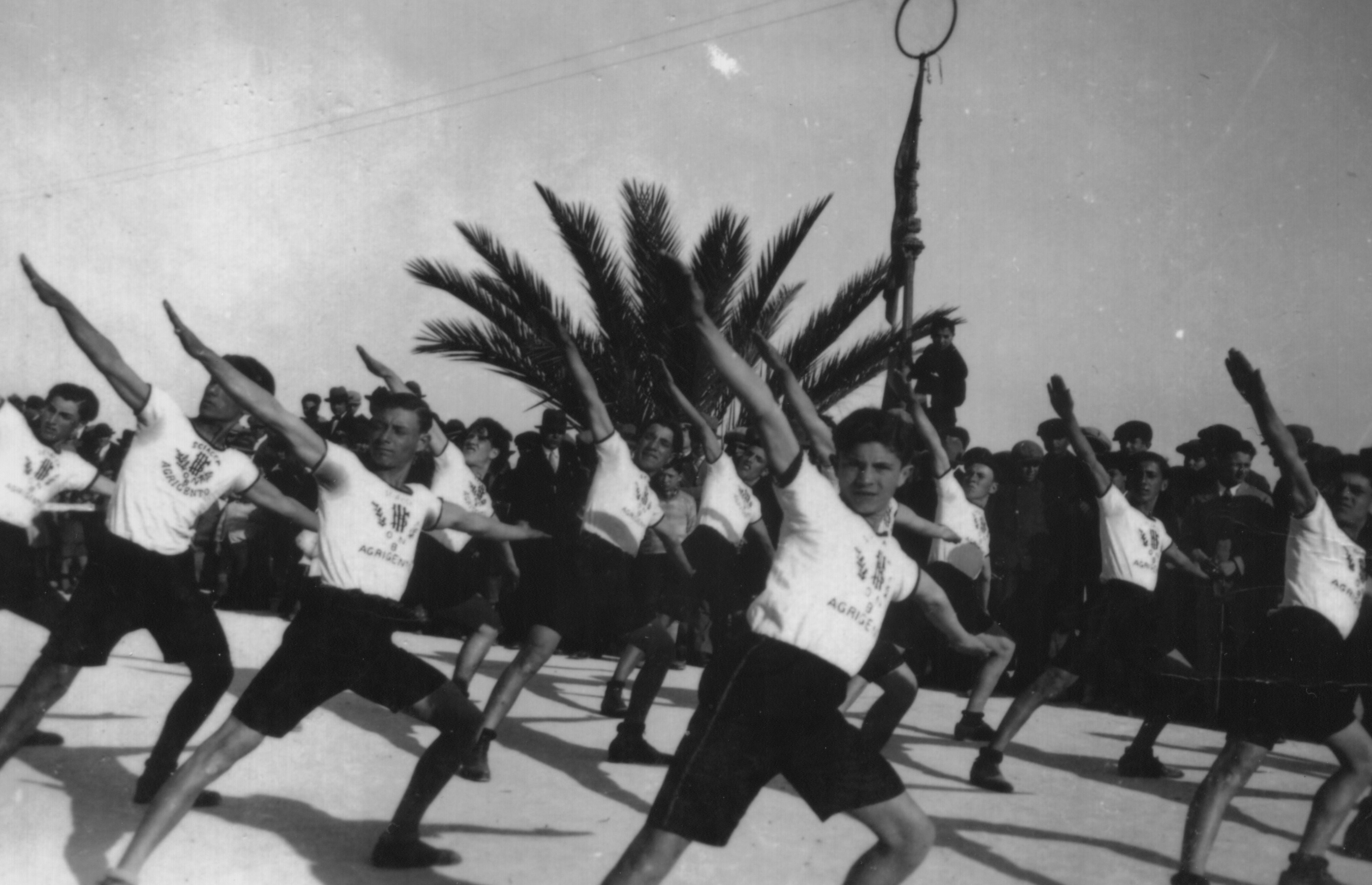
Un saggio ginnico pubblico eseguito durante il periodo fascista, 1923/24.

Il maschio ideale per il fascismo deve avere un fisico atletico: si incoraggia l'attività sportiva e quella ginnica nelle scuole, mediante l'opera propagandistica, la creazione di strutture apposite e cospicui finanziamenti pubblici.
Il fascismo esaltava la semplicità e la compostezza rispetto alla frivolezza e al disordine: pertanto l'aspetto fisico del perfetto fascista non deve essere trasandato e il volto deve essere sbarbato.
Si incoraggia la sicurezza e la compostezza anche nel modo di porsi, financo in quello di camminare.
In un'ottica tradizionalista, mirata soprattutto alle aree rurali del paese, il regime spinse per il recupero delle caratteristiche degli abiti tradizionali delle regioni italiane.

## Modello femminile fascista

Maggio 1939: una coppia abbigliata per la visita del duce in piazza Chanoux (Aosta): l'uomo è abbigliato in divisa fascista, la donna con il costume tradizionale della regione.

Seppure originariamente, nel programma di San Sepolcro del 23 marzo 1919, il fascismo presentasse diverse proposte innovative sotto il profilo della politica femminile, proponendo di concedere il voto alle donne, ciò non avvenne. Infatti il regime mantiene la già presente divisione tra educazione scolastica maschile e femminile: le classi miste non sono ammesse. Il ruolo sociale femminile è quello della madre di famiglia: il regime insiste sulla necessità di un popolo numeroso e giovane come condizione necessaria per la realizzazione dell'Impero italiano perché, secondo Mussolini, "il numero era potere".
A tal fine, la donna fascista ideale deve avere un fisico prestante, che le permetterà di esser madre di tanti e sani figli: per questo viene introdotta una preparazione ginnica di alto livello negli istituti femminili e si sviluppano le discipline sportive femminili.
In linea con una politica di sobrietà e semplicità incoraggiata dal regime, la moda del tempo scoraggia la cosmesi, rifacendosi a uno stile che riprendeva la moda francese degli anni venti: si riteneva il trucco una manifestazione di vanità e frivolezza, non in linea con i canoni pragmatici del fascismo.
In questi anni nasce la moda italiana e si afferma anche nel paese la sfilata di moda con la passerella rialzata (per permettere la vista, oltre che del vestito, anche delle scarpe indossate), al posto delle precedenti rappresentazioni teatrali. Inizia a essere diffuso anche l'uso di modelle e attrici come testimonial pubblicitarie.

## Educazione dei giovani

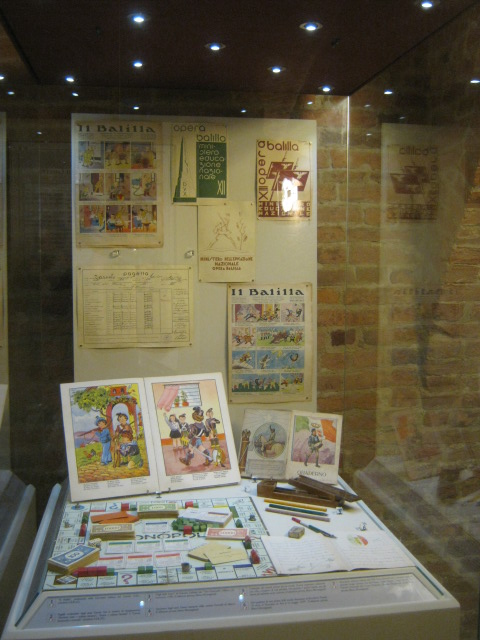
Giochi, riviste per ragazzi e materiale scolastico del periodo, Museo del Risorgimento, Asti

Il controllo sulla educazione e crescita dei giovani e il loro inquadramento nella dottrina fascista fu uno dei principali impegni del governo fascista. Ciò provocò uno scontro con le autorità ecclesiastiche quando, nonostante i Patti Lateranensi firmati, Mussolini sciolse temporaneamente nel 1928 l'Azione Cattolica. Tale scontro si concluse nel 1931 quando la Chiesa accettò di relegarne l'attività alla semplice sfera religiosa e preferì sacrificare lo scautismo cattolico anche per arrivare alla firma del Concordato.
Le associazioni scout italiane tra il 1927 e il 1928 furono sciolte. Numerosi gruppi proseguirono tuttavia clandestinamente le loro attività e alcuni di questi scout presero parte alla Resistenza (il Corpo Nazionale dei Giovani Esploratori Italiani chiama questo periodo Giungla silente). Anche sul versante cattolico dello scautismo, molti gruppi dell'Associazione Scautistica Cattolica Italiana non si lasciarono intimidire. Il gruppo clandestino più famoso fu quello delle Aquile randagie, che in seguito diede anche vita all'OSCAR, un'organizzazione per sostenere rifugiati, perseguitati politici e prigionieri di guerra alleati.

Saluto all'alzabandiera da parte di una scolaresca in divisa estiva alla scuola Umberto di
Savoia (ex Trotter) a Milano, 1926

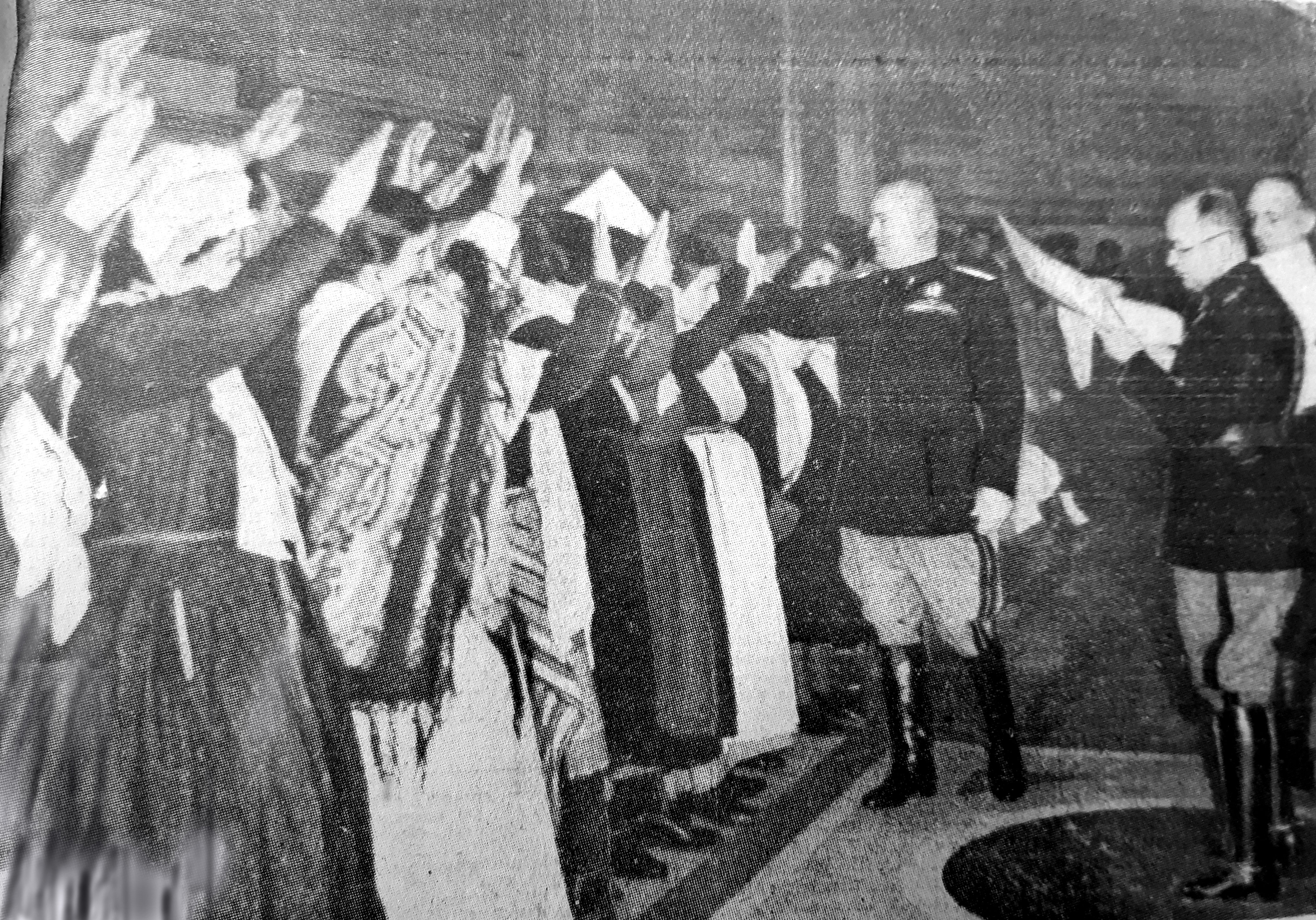
Le madri prolifiche vengono ricevute a Palazzo Venezia da Mussolini e premiate, nel quadro della campagna demografica fascista. Dicembre 1938

Bambini e ragazzi sono quindi inquadrati in organizzazioni giovanili ed educati alla disciplina militare. Per i loro esercizi usano moschetti finti di legno.
A sei anni un bambino italiano diventa figlio della lupa e indossa la sua prima camicia nera. A otto diventa balilla e a quattordici avanguardista. Analogamente le ragazze, dopo essere state figlie della lupa, sono organizzate prima nelle piccole italiane e poi nelle giovani italiane.
Gli studenti universitari vengono organizzati nei Gruppi Universitari Fascisti (Guf).
L'educazione fisica e lo sport diventano un fenomeno di massa: tutti sono sollecitati a praticare l'attività fisica. Ogni sabato, il sabato fascista, vi sono riunioni, inquadrate nelle attività del partito, per lezioni di dottrina fascista e per praticare sport, e dare sfoggio della propria abilità.
I ragazzi fanno volteggi, maneggiano il moschetto, si lanciano attraverso cerchi di fuoco. Le ragazze, in camicetta bianca e gonna nera, fanno roteare cerchi, clave, bandiere e si esibiscono nella corsa e nel salto.
Vengono creati i Littoriali della cultura e quelli dello sport.
Le attività sportive vengono regolate nel 1928 all'interno del Comitato olimpico nazionale italiano (CONI).
Nel piano di inquadramento del tempo libero rientrano anche il Dopolavoro nazionale, agevolazioni per viaggi familiari e svaghi collettivi. Lo stato organizza le colonie estive, suddivise in alpine e marine, per i figli dei lavoratori fino all'età di 16 anni, ove i ragazzi sono sempre organizzati in strutture di tipo militare e in divisa.
Nel 1939 ebbe inizio il Servizio Premilitare dei giovani, con l'obbligo di presentarsi, ogni sabato pomeriggio, ai rispettivi Gruppi Rionali. Nel 1940, ebbe luogo la Marcia della Gioventù, attraverso le città d'Italia, con la partecipazione della classe 1922.

## Battaglie interne
Quella fascista è l'epoca delle "grandi battaglie", campagne esaltate dalla propaganda del regime:
- La battaglia del grano per aumentare la produzione interna e ridurre le importazioni, anche tramite dazi su queste ultime, che, pur raggiungendo i suoi obiettivi, ebbe come conseguenza l'abbandono di altre coltivazioni più produttive e utili.[10]
- La battaglia delle bonifiche, con la quale vari territori sono strappati all'acqua e alla malaria e trasformati in campi coltivabili. Con l'inizio della guerra alcune di queste opere, pur sempre presenti nella propaganda del regime, furono interrotte per la mancanza di finanziamenti.
- La battaglia demografica (con la tassa sul celibato) per accrescere la popolazione italiana secondo il concetto, ereditato da una tradizione agricola, che più figli significano più lavoratori disponibili e soprattutto più soldati: nei suoi ultimi discorsi prima dell'inizio della seconda guerra mondiale, Mussolini per affermare la potenza militare italiana parlerà di "8 milioni di baionette". Per questo motivo il matrimonio con molti figli è favorito in tutti i modi: i padri con famiglie numerose ricevono salari maggiori, le madri sono premiate con nastri, diplomi, medaglie d'argento e d'oro; alle nuove coppie vengono dati premi in denaro[11] o fatti prestiti pubblici che devono essere restituiti allo Stato solo se non nascono figli o se ne nascono pochi; essere celibi è un ostacolo alla carriera ed è un impedimento assoluto alla promozione per gli impiegati dello Stato; tutti gli uomini non sposati dovevano pagare la tassa sul celibato creata allo scopo di motivare al matrimonio.

## Censura e controllo politico della società
(Arrigo Benedetti, Le vacanze e la storia, Corriere della Sera, 3 luglio 1975, pag. 3)

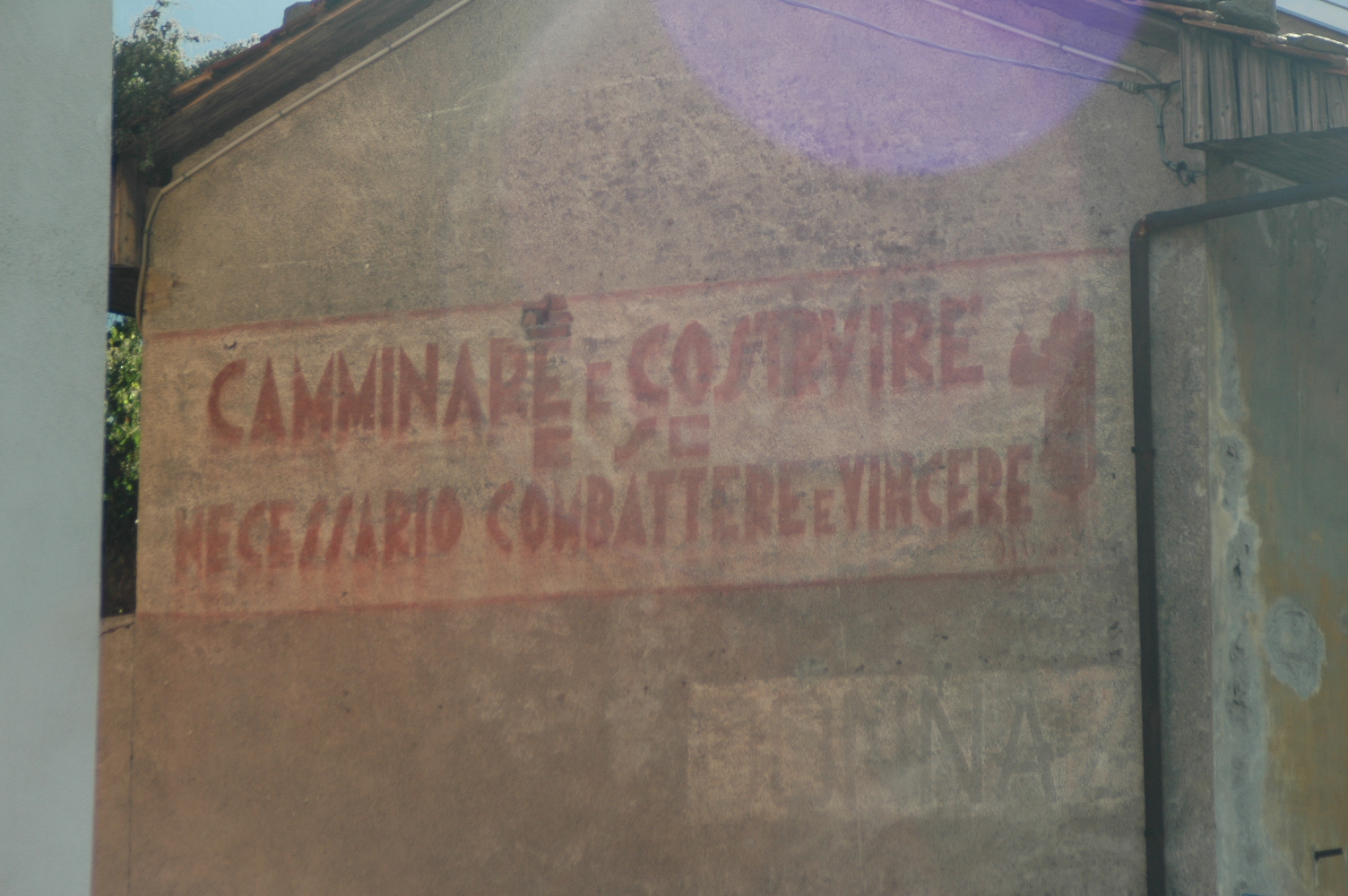
Esempio a Donnas (Valle d'Aosta): le facciate di molti edifici vennero usate per esibire motti propagandistici del regime.

A partire dal delitto Matteotti, il fascismo nel corso degli anni radicalizza le sue posizioni censurando sempre di più la libertà di opinione e perseguendo coloro che criticano il governo, esprimendo opinioni diverse dal pensiero ufficiale.
Permangono tuttavia alcuni giornali non in linea col pensiero ufficiale o esplicitamente critici del fascismo e taluni intellettuali, come Benedetto Croce, proseguono la propria attività, spesso critica del fascismo.
Ai mass media (al tempo di fatto solo radio e carta stampata) venne imposto di parlare il meno possibile di fatti di cronaca nera e di crimini in genere e, in quei casi in cui fosse stato impossibile omettere la notizia, era chiesto di minimizzarla il più possibile. Questo serviva per garantire un falso senso di sicurezza nell'opinione pubblica, che percepiva l'assenza di notizie di questo tipo come l'assenza del tipo di atti a cui si riferivano. Ad esercitare il potere di censura sulla stampa, mediante stringate direttive diramate alle redazioni (le veline) è il potente Ministero della cultura popolare, la cui abbreviazione telegrafica "minculpop" verrà mutuata nel linguaggio giornalistico italiano per definire, dopo il fascismo, persone ed uffici che tentano a vario titolo di censurare articoli e opinioni.
Il cinema d'importazione subì un fermo per via di una disposizione del Ministero dell'interno del 22 ottobre 1930: veniva imposto un completo rifiuto nei film del parlato che non fosse in lingua italiana, anche in minima parte. Fino a quel momento si era preferita la scelta di lasciare il sonoro originale e di utilizzare didascalie, anche se buona parte della popolazione non sapeva leggere correttamente. Per ovviare a questa disposizione si scelse di aggiungere alle scene dei film altre con attori italiani, che spiegavano cosa avessero detto precedentemente gli attori statunitensi. La censura coinvolse più di 300 film dell'epoca. La censura di regime colpisce tutte le forme di cultura d'importazione dai paesi anglosassoni e in particolare i fumetti, rei di "americanizzazione".
Con la riforma elettorale viene abolito il voto segreto: alle elezioni ci si deve esprimere con un sì o con un no alle proposte del governo, consegnando agli scrutatori una scheda del "sì" che all'esterno è tricolore, oppure una scheda del "no" che è tutta bianca. L'aspetto più vistoso della violenza fascista contro gli oppositori si manifesta tipicamente con le manganellate e la costrizione a bere un'abbondante dose di olio di ricino, che causava in qualche caso una violenta disidratazione del corpo (l'olio di ricino come strumento di tortura e punizione fu introdotto da Gabriele D'Annunzio durante l'occupazione di Fiume e poi ripreso dal fascismo).
La polizia politica, l'OVRA, è attivissima contro gli antifascisti che vengono giudicati e condannati da un tribunale speciale per la difesa dello Stato; istituendo tale tribunale viene anche reintrodotta la pena di morte per alcuni reati a carattere politico. Il tribunale speciale opera secondo le norme del codice penale militare di guerra e contro le sue sentenze non è possibile alcuna impugnazione. Sono proibite le riunioni di più di tre persone sia nei luoghi di lavoro che nei ritrovi pubblici (il diritto di riunione, già formalmente proibito dallo Statuto Albertino, era tuttavia largamente tollerato).
Gli ebrei, in seguito a leggi razziali del 1938, sono esclusi da incarichi pubblici, viene loro proibita la proprietà terriera oltre i 50 ettari e viene imposta la separazione razziale nella scuola e il divieto di iscriversi all'università, ad eccezione delle famiglie dei caduti o per altri meriti speciali. Se in un primo tempo vengono definiti "ebrei" solo i figli di genitori entrambi di origine ebrea, dopo pochi mesi dall'emanazione delle leggi la definizione viene estesa anche ai figli di matrimoni misti sospettati di seguire la religione o le usanze ebraiche. Vengono istituiti campi di internamento sia civili sia militari, in particolare durante la guerra.
In seguito alla promulgazione della legge sui culti ammessi nel 1929 viene limitata la libertà di culto alle sole confessioni acattoliche riconosciute; la circolare Buffarini-Guidi del 1935, vieta il culto pentecostale in tutto il Regno in quanto esso si estrinseca e concreta in pratiche religiose contrarie all'ordine sociale e nocive all'integrità fisica e psichica della razza. Molte volte denunciati dai parroci cattolici, molti pentecostali vengono arrestati, alcuni muoiono in carcere, altri in campo di concentramento.
Numerosi sono i detenuti politici confinati in piccole isole o in piccoli paesi lontani dalla regione in cui vivono, tra questi Carlo Levi. Molti italiani sono costretti a prendere la via dell'esilio, tra i quali Ignazio Silone e Sandro Pertini.

## Italianizzazione forzata e modifiche al lessico

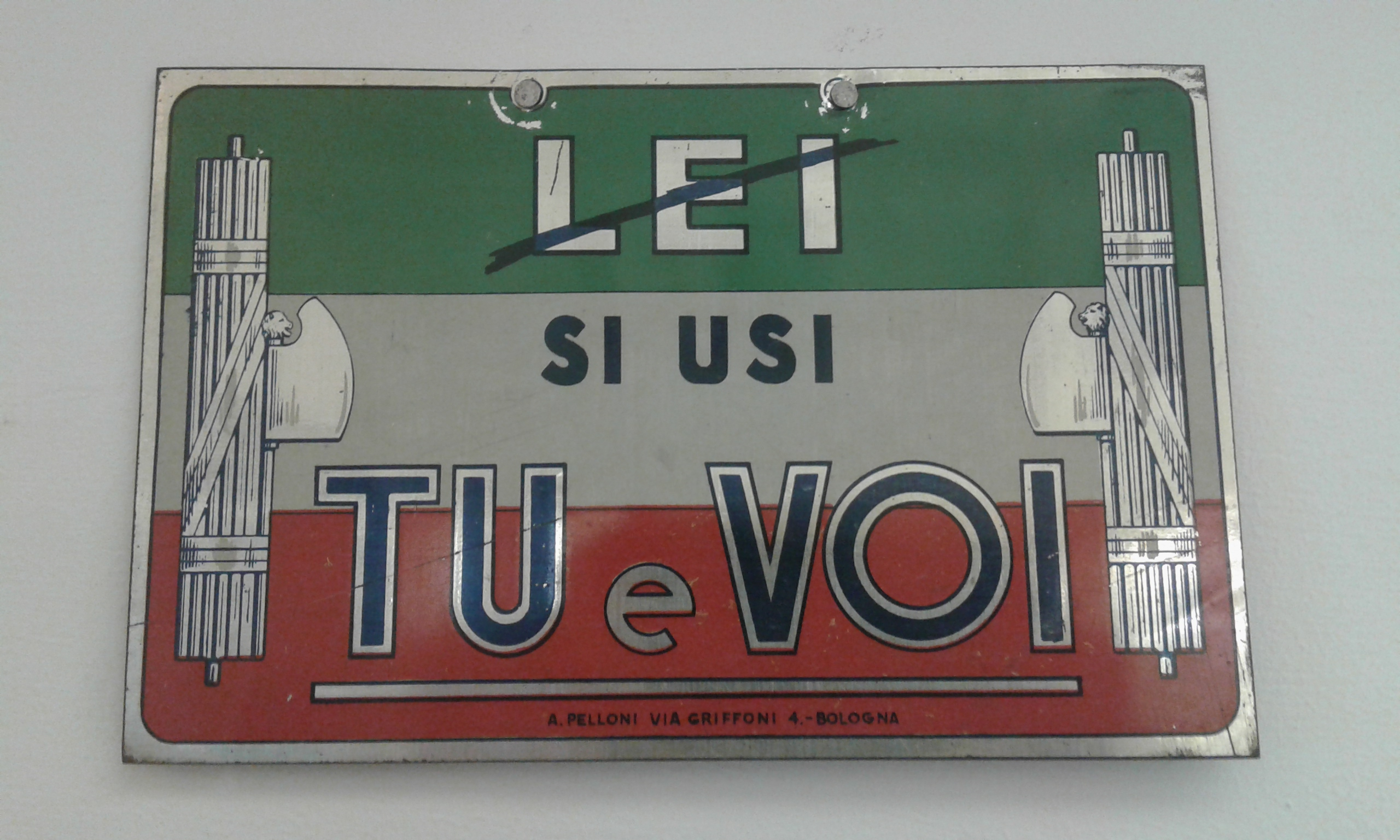
Targa fascista che pubblicizzava l'uso del tu e del voi

Anche sui nomi e sulle parole il fascismo impone la sua ideologia nazionalistica. Gli italiani sono invitati a far uso di termini nuovi, purché "genuinamente italiani", in sostituzione di quelli di origine straniera o che sembrano tali. Tutto ciò che è straniero è infatti visto come estraneo, non patriottico. I bar si trasformano in "mescite" (o "quisibeve") e i sandwich in "tramezzini" (termine poi entrato nell'uso comune e mantenuto anche dopo la caduta del regime), il club del tennis diventa la "consociazione della pallacorda" (dal nome del simile ma più antico gioco), il tessuto di cashmere "casimiro" e il film "filmo", l'alcool diviene l'"alcole", e il football "calcio". Anche le squadre di calcio avente nome straniero furono costrette e cambiare nome: il Milan diventò il Milano (dal 1938 al 1945) e l'Inter veniva chiamata "Ambrosiana".
L'italianizzazione coinvolge anche molti cognomi terminanti con una consonante e quindi apparentemente "stranieri"; a questi viene aggiunta una vocale finale per renderli foneticamente "più italiani". L'operazione viene motivata con la "legittimità'" per ogni italiano di "reclamare" un cognome italiano; questo cambiamento anagrafico, da ottenersi con domanda scritta al prefetto, venne prima accordata agli abitanti della provincia di Trento secondo l'art. 1 del decreto legge 10 gennaio 1926, n. 17 -"Restituzione in forma italiana dei cognomi delle famiglie della provincia di Trento", definitivamente convertito nella legge 24 maggio 1926, n. 898, l'ultimo capoverso del quale stabiliva che, una volta ufficialmente italianizzato il cognome, il suo utilizzo nella forma "straniera" era punibile con una multa da 500 a 5000 lire. Il secondo articolo della legge estendeva la possibilità di italianizzare i cognomi stranieri o di origine straniera, su richiesta dell'interessato, anche nei casi non previsti dall'art. 1. Successivamente, tramite il regio decreto 7 aprile 1927, n. 494, e il regio decreto 31 maggio 1928, n. 1367 l'italianizzazione dei nomi venne espressamente estesa a tutta l'area della Venezia Tridentina ed alla zona di Fiume. Queste leggi vennero confermate nell'art. 164 del regio decreto n. 1238 del 9 luglio 1939 sull'Ordinamento dello Stato Civile.
Queste leggi furono abrogate soltanto nel 1991, con la legge 28 marzo 1991, n. 114. Il processo di italianizzazione dei nomi comportò anche la conversione della toponomastica ufficiale di tutte le località dell'area altoatesina.
Il fascismo tenta di imporre l'uso del "voi" al posto del "lei", considerato "residuo del servilismo italiano verso gli invasori stranieri ed espressione di snobismo borghese" nella lingua parlata; quest'ultima imposizione diede agio alla fronda antifascista di esprimersi a motteggi come "da oggi vietato parlare di Galileo Galilei, si dovrà parlare di Galileo Galivoi" e Benedetto Croce, uso a tenere una corrispondenza epistolare con cui dava del voi al suo interlocutore, cambiò l'incipit delle sue lettere passando al "lei". Tuttavia questa campagna contro il "lei" godrà anche dell'appoggio di uomini di cultura come il linguista "neopurista" Bruno Migliorini e il romanziere Bruno Cicognani che, nella terza pagina del Corriere della Sera, definì questo pronome come "aberrazione grammaticale e sintattica... spagnolismo... prodotto del cortigianismo ... servilismo e goffaggine", auspicando un ritorno "al “tu” espressione dell'universale romano e cristiano" e al "“voi” segno di rispetto e di riconoscimento di gerarchia".